# Минзетешть (Молдова)
Минзетешть (рум. Mînzătești) — село в Унгенському районі Молдови. Входить до складу комуни, адміністративним центром якої є село Гирчешть.

## Населення
За даними перепису населення 2004 року у селі проживали 512 осіб.
Національний склад населення села:
| Національність | Кількість осіб | Відсоток |
| -------------- | -------------- | -------- |
| молдавани      | 511            | 99,8%    |
| українці       | 1              | 0,2%     |
| Всього         | 512            | 100%     |